# Pszczółki
Pszczółki (deutsch Hohenstein, kaschubisch Pszczółczi) ist ein Dorf und Sitz der gleichnamigen Landgemeinde im Powiat Gdański der  polnischen Woiwodschaft Pommern.

## Geographische Lage
Das Dorf liegt in der historischen Region Pomerellen, etwa 22 Kilometer südlich von Danzig.

## Geschichte
1772 kam Pszczółki (Hohenstein) an den preußischen Kreis Dirschau, wechselte dann 1818 in den Landkreis Danzig, 1887 wieder in den Kreis Dirschau und kam 1920 in den Kreis Danziger Höhe des Freistaats Danzig.

## Verkehr
Im Bahnhof Pszczółki zweigt die stillgelegte Bahnstrecke Pszczółki–Kościerzyna von der Bahnstrecke Warszawa–Gdańsk ab.

## Persönlichkeiten
- Franz Hahn (1897–1963), deutscher Technologe und NDPD-Politiker
- Ulrich Groenke (1924–2013), Skandinavist, Finnougrist und Hochschullehrer
- Tadeusz Wojtas (* 1955), polnischer Radrennfahrer